# Coanda-1910
Die Coandă-1910 war das erste Flugzeug, das mit einer Art Thermojet ausgestattet war. Es wurde von dem rumänischen Physiker und Aerodynamiker Henri Marie Coandă im Oktober 1910 auf dem 2. Pariser Luftfahrtsalon ausgestellt.

## Antriebskonstruktion
Das Flugzeug hatte einen sehr ungewöhnlichen Antrieb, eine Art Thermojet. Es war eine Mischung aus Strahltriebwerk und Kolbentriebwerk. Es benutzte einen gewöhnlichen Verbrennungsmotor, um einen Verdichter anstelle eines Propellers anzutreiben. Die komprimierte Luft wurde mit dem Kraftstoff gemischt und in zwei Brennkammern gezündet. Die heißen Abgase wurden nach hinten geleitet, um Schub zu erzeugen.
In der Luftfahrt bezeichnet man die Verwendung verschiedener Triebwerke als Mischantrieb oder auch Hybridantrieb.
Ein Kolbentriebwerk, ein Vierzylinder-Reihenmotor, wassergekühlt und mit einer Leistung von 37 kW (50 PS), trieb über ein Untersetzungsgetriebe den Kompressor an. Bei einer Drehzahl von 1000/min wurde ein Schub von 2 kN erzeugt.

## Unfreiwilliger Flugtest
Während der Bodentests des Motors am 16. Dezember 1910 war Coandă sich nicht der Kraft des Antriebes bewusst. Die Maschine schoss mit ihm in die Luft. Er verlor die Kontrolle, und die Maschine stürzte ab; dabei wurde er aus der Maschine geschleudert. Danach brannte das Flugzeug aus.
Während des kurzen Fluges konnte Coandă heiße, brennende Gase vom Motor entlang des Rumpfes entdecken. Diese verursachten wahrscheinlich den späteren Brand der Maschine. Er und viele weitere Wissenschaftler untersuchten später diesen Effekt, der heute als Coandă-Effekt bezeichnet wird.
Coandă verfolgte die Entwicklung des Strahlantriebs danach nicht mehr weiter. Erst 1940 konnte die italienische Campini Caproni CC.2 einen solchen Antrieb nachbilden.

## Museumsflugzeug
- Ein Nachbau dieses Flugzeuges befindet sich im Muzeul Militar Central in Bukarest.

## Technische Daten
| Kenngrößen   | Daten                                                                                   |
| ------------ | --------------------------------------------------------------------------------------- |
| Länge        | 12,5 m                                                                                  |
| Spannweite   | 10,3 m                                                                                  |
| Flügelfläche | 32,7 m²                                                                                 |
| Höhe         | 2,75 m                                                                                  |
| Antrieb      | 1 × 37 kW (50 PS) Clerget Vierzylinder-Reihenmotor für Thermojet-Triebwerk (2 kN Schub) |
| Leergewicht  | 420 kg                                                                                  |